# Sineportella
Sineportella is een monotypisch mosdiertjesgeslacht uit de familie van de Victorellidae en de orde Ctenostomatida. De wetenschappelijke naam ervan is in 1996 voor het eerst geldig gepubliceerd door Wood & Marsh.

## Soort
- Sineportella forbesi Wood & Marsh, 1996